# دير الشريف (بني سعد)

تعديل مصدري - تعديل

دير الشريف هي إحدى قرى عزلة دير الشريف بمديرية بني سعد التابعة لمحافظة المحويت، بلغ تعداد سكانها 130 نسمة حسب تعداد اليمن لعام 2004.